# Liste des comtes et ducs de Valois
La liste des comtes et ducs de Valois comporte les noms des premiers titulaires héréditaires du comté issus de la noblesse carolingienne qui furent également comtes de Vexin, de Valois et d'Amiens puis les noms des comtes capétiens et enfin des comtes et ducs apanagistes.
En 1077, le Valois passe aux Herbertiens, par ailleurs comtes de Vermandois qui le transmettent par mariage aux Capétiens en 1080. En 1183, le Valois et le Vermandois sont disputés entre Philippe d'Alsace, et Éléonore de Vermandois. Le roi Philippe Auguste se pose en arbitre et en profite pour rattacher les deux comtés au domaine royal en 1185. Le comté de Valois est alors concédé en apanage.
Philippe VI de Valois étant devenu roi de France en 1328, le comté de Valois est transmis à son fils cadet Philippe d'Orléans. En 1344, le comté de Valois est érigé en comté-pairie, puis en duché-pairie en faveur de Louis, duc d'Orléans, frère de Charles VI et fondateur de la branche de Valois-Orléans en juillet 1406. Lorsque Louis XII devient roi, le Valois, érigé en duché, passe à son cousin, François d'Angoulême, futur François Ier. Le Valois rentre alors dans le domaine royal.

## Maison de Valois-Vexin-Amiens
- avant 895-919 : Ermenfroi d'Amiens, comte d'Amiens, de Vexin et de Valois

- 915-926 : Raoul Ier d'Ostrevant († 926), comte d'Amiens, de Vexin et de Valois

marié à Hildegarde, probablement fille d'Ermenfroi
- 926 : Herbert II, comte de Vermandois et de Valois

- 926-943 : Raoul II, comte d'Amiens, de Vexin et de Valois, fils de Raoul Ier

marié à Lietgearde
- 943-après 992 : Gautier Ier, comte d'Amiens, de Vexin et de Valois, frère du précédent

marié à Adèle, probablement fille de Foulque II d'Anjou
- avant 998-après 1017 : Gautier II, comte d'Amiens, de Vexin et de Valois, fils du précédent

marié à Adèle
- avant 1024-1038 : Raoul III, comte de Valois, fils du précédent

marié à Alix
- 1038-1074 : Raoul IV de Valois, comte de Valois, puis de Vexin et d'Amiens, fils du précédent

marié en premières noces à Adèle, comtesse de Bar-sur-Aube
marié en secondes noces à Haquenez
marié en troisièmes noces à Anne de Kiev
- 1074-1077 : Simon (° 1048 † 1081), comte de Valois, puis de Vexin et d'Amiens, fils du précédent et d'Adèle, comtesse de Bar-sur-Aube

En 1077, Simon se fait moine et ses possessions sont dispersées. Valois revient à son beau-frère Herbert IV de Vermandois, Amiens est réuni à la Couronne, et  le Vexin est partagé entre le duc de Normandie et le roi de France

## Maison carolingienne de Vermandois
- 1077-1080 : Herbert IV de Vermandois (° 1032 † 1080), comte de Vermandois et de Valois

marié à Alix de Valois, fille de Raoul IV et d'Adèle de Bar-sur-Aube

## Maison capétienne de Vermandois
- 1080-1102 : Hugues Ier le Grand (° v. 1057 † 1102), comte de Vermandois et de Valois, fils d'Henri Ier, roi de France et d'Anne de Kiev

marié à Adélaïde de Vermandois (° v. 1062 † 1122), fille de Herbert IV et d'Alix de Valois
- 1102-1152 : Raoul Ier le Vaillant (° 1085 † 1152), comte de Vermandois et de Valois, fils du précédent

marié en premières noces vers 1120 (annulation 1142) à Éléonore de Blois
marié en secondes noces en 1142 à Pétronille d'Aquitaine (° v. 1125 † 1153)
- 1152-1167 : Raoul II (° 1145 † 1167), comte de Vermandois et de Valois, fils de Raoul Ier et de Pétronille d'Aquitaine

marié à Marguerite d'Alsace, comtesse de Flandre
- 1167-1185 : Philippe d'Alsace (° 1143 † 1191), comte de Flandre (1168-1191), comte de Vermandois et de Valois par mariage

marié à Élisabeth de Vermandois (° 1143 † 1183), fille de Raoul Ier et de Pétronille d'Aquitaine
après la mort de son épouse, Philippe de Lorraine doit se dessaisir contre son gré du Vermandois et du Valois
- 1185-1214 : Éléonore (° 1148 ou 1149 † 1213), comtesse de Vermandois et de Valois, fille de Raoul Ier et de Laurette de Lorraine

mariée en premières noces à Godefroy de Hainaut, comte d'Ostervant († 1163)
mariée en secondes noces en 1164 avec Guillaume IV († 1168), comte de Nevers
mariée en troisièmes noces vers 1170 à Mathieu d'Alsace (° v. 1137 † 1173), comte de Boulogne
mariée en quatrièmes noces vers 1175 à Mathieu III de Beaumont-sur-Oise († 1208)

## Comtes apanagistes

### Capétien direct
- 1269-1270 : Jean Tristan de France (° 1250 † 1270), comte de Valois et de Nevers

marié à Yolande de Bourgogne, comtesse de Nevers

### Maison de Valois (1286-1375)

Comtes capétiens de Valois : d'azur semé de fleurs de lys d'or et à la bordure de gueules

- 1286-1325 : Charles de France (° 1270 † 1325), comte de Valois, d'Alençon, du Perche, de Chartres, d'Anjou et du Maine

marié en premières noces à Marguerite d'Anjou (° 1273 † 1299), comtesse d'Anjou et du Maine
mariée en secondes noces à Catherine de Courtenay (° 1274 † 1308), impératrice titulaire de Constantinople
mariée en troisièmes noces à Mahaut de Châtillon (° 1293 † 1358)
- 1325-1328 : Philippe II (1293-1349), devenu roi de France en 1328 sous le nom de Philippe VI, fondant ainsi la quatrième maison capétienne des rois de France.

- 1344-1375 : Philippe III (1336-1375), duc d'Orléans, comte de Valois et de Beaumont(-le-Roger), fils du roi Philippe VI

## Ducs apanagistes

### Transmission héréditaire à la branche d’Orléans

#### Première création (1406-1515)
| Portrait | Nom                                                                                                   | Période     | Autres titres                                                                                    | Notes |
| -------- | --- | ----------- | ------------------------------------------------------------------------------------------------ | --- |
|          | Louis Ier d’Orléans (13 mars 1372 – 23 novembre 1407)                                                 | 1406 – 1407 | Duc d’Orléans Duc de Touraine Comte de Blois Comte de Soissons Comte d’Angoulême Comte de Vertus | Second fils du roi de France Charles V, des Valois, il reçoit le comté de Blois en 1397, puis le Valois en apanage de son oncle en 1406. Chef du parti des Armagnacs, il est assassiné sur ordre du duc de Bourgogne, Jean sans Peur.                                          |
|          | Charles Ier d’Orléans (24 novembre 1394 – 5 janvier 1465)                                             | 1407 – 1465 | Duc d’Orléans Comte de Blois Comte de Soissons                                                   | Fils du précédent. Après la bataille d’Azincourt en 1415, il est fait prisonnier en Angleterre jusqu’en 1439. À son retour, il épouse Marie de Clèves, s’installe à Blois, puis à Tours pour négocier la trêve qui mettra finalement un terme en 1444 à la Guerre de Cent Ans. |
|          | Louis II d’Orléans, puis Louis XII de France, dit le Père du Peuple (27 juin 1462 – 1er janvier 1515) | 1465 – 1499 | Duc d’Orléans Comte de Blois Roi de France (après 1498) Duc de Milan (de 1499 à 1512)            | Fils du précédent. Il succède au roi Charles VIII mort à Amboise en 1498, sous le nom de Louis XII. Lorsqu’il apprend que son premier enfant est une fille, il choisit de transmettre le duché de Valois à son cousin François d’Angoulême.                                    |
|          | François d’Angoulême, puis François Ier de France (12 septembre 1494 – 31 mars 1547)                  | 1499 – 1515 |                                                                                                  | Comte d'Angoulême, cousin du précédent, accède également au trône en 1515 sous le nom de François Ier. Il est fait duc de Valois par Louis XII et porta ce titre jusqu'à son accession au trône.                                                                               |

#### Seconde création (1519-1650)
1516-1530 : Jeanne d'Orléans
1530-1547 : Marie de Luxembourg (1462-1546)
1562- : Catherine de Médicis
1582 : Marguerite de France (1553-1615)
1630 : Gaston d'Orléans (ajouté à son apanage orléanais)

### Transmission à la naissance du Fils de France (1650-1676)
Après la crise de fécondité au sein de la famille royale, en particulier du côté de Louis XIII, le duché de Valois est automatiquement transmis à la naissance du premier fils du duc d’Orléans, lui-même étant le second fils du roi de France.
| Portrait | Nom                                                            | Période     | Autres titres                                                                  | Notes                                                            |
| -------- | -------------------------------------------------------------- | ----------- | ------------------------------------------------------------------------------ | ---------------------------------------------------------------- |
|          | Jean-Gaston d’Orléans (1650 – 1652)                            | 1650 – 1652 | Aucun                                                                          | Fils de Gaston d’Orléans et petit-fils de Henri IV.              |
|          | Gaston d’Orléans (24 avril 1608 – 2 février 1660)              | 1652 – 1660 | Duc d’Orléans Duc d’Anjou Duc de Chartres Comte de Blois Seigneur de Montargis | Il hérité du duché après le décès de son fils, Jean-Gaston.      |
|          | Philippe d’Orléans (21 septembre 1640 – 9 juin 1701)           | 1660 – 1664 | Duc d’Orléans                                                                  | Fils de Louis XIII et frère cadet de Louis XIV.                  |
|          | Philippe-Charles d’Orléans (16 juillet 1664 – 8 décembre 1666) | 1664 – 1666 | Aucun                                                                          | Premier fils de Philippe d’Orléans, et petit-fils de Louis XIII. |
|          | Philippe d’Orléans (21 septembre 1640 – 9 juin 1701)           | 1666 – 1673 | Duc d’Orléans                                                                  | Il reprend le duché après la mort de son fils Philippe-Charles.  |
|          | Alexandre-Louis d’Orléans (2 juin 1673 – 16 mars 1676)         | 1673 – 1676 | Aucun                                                                          | Fils ainé du duc Philippe d’Orléans.                             |

### Retour à la tradition apanagiste à la branche d’Orléans (1676-1830)
Après la mort d’Alexandre-Louis, Louis XIV décide de rétablir le caractère héréditaire de la transmission du titre de duc de Valois.
| Portrait | Nom                                                                                             | Période     | Autres titres | Notes |
| -------- | ----------------------------------------------------------------------------------------------- | ----------- | ------------- | --- |
|          | Philippe Ier d’Orléans (21 septembre 1640 – 9 juin 1701)                                        | 1676 – 1701 | Duc d’Orléans | Il reprend le duché jusqu’à sa mort. |
|          | Philippe II d’Orléans (2 août 1674 – 2 décembre 1723)                                           | 1701 – 1723 | Duc d’Orléans | Fils du précédent. |
|          | Louis IV d’Orléans (4 août 1703 – 4 février 1752)                                               | 1723 – 1752 | Duc d’Orléans | Fils du précédent. Il prend le nom de Louis IV en honneur au second fils du roi Henri II, mentionné ci-dessus, bien que ce dernier n’ait pas reçu le titre de duc de Valois.                                                    |
|          | Louis-Philippe Ier d’Orléans (12 mai 1725 – 18 novembre 1785)                                   | 1752 – 1773 | Duc d’Orléans | Fils du précédent. |
|          | Louis-Philippe III d’Orléans (6 octobre 1773 – 26 août 1850)                                    | 1773 – 1785 | Duc d’Orléans | Petit-fils du précédent, titré duc de Valois à sa naissance, il reçut ensuite le titre de duc de Chartres à la mort de son grand-père Louis-Philippe Ier. Le titre de duc de Valois revint alors à son père, Louis Philippe II. |
|          | Louis-Philippe II d’Orléans (13 avril 1747 – 6 novembre 1773)                                   | 1785 – 1793 | Duc d’Orléans | Père du précédent. Il reçut, à la mort de son père, le titre auparavant porté par son fils. |
|          | Louis-Philippe III d’Orléans, puis Louis-Philippe Ier de France (6 octobre 1773 – 26 août 1850) | 1815 – 1830 | Duc d’Orléans | Après la Seconde Restauration de Louis XVIII en 1815, il récupère les droits sur le duché. Il finit roi des Français de 1830 à 1848.                                                                                            |